# Реакція Галлера — Бауера
Реакція Галлера — Бауера (англ. Haller — Bauer reaction) — хімічна реакція, суть якої становить перетворення
R–CO–R' → R–CO–NH2 + R'H
Систематична назва — аміно-де-алкілювання та гідро-де-ацилювання.
Реакція Галлера-Бауера — назва реакції в органічній хімії, відкрита в 1908 році хіміками Альбіном Галлером (1849-1925) і Е. Бауером. Це розщеплення неенолізованих кетонів на алкан і карбоксамід, тому реакцію також називають розщепленням Галлера-Бауера.